# Misythus borealis
Misythus borealis är en insektsart som beskrevs av Morgan Hebard 1923. Misythus borealis ingår i släktet Misythus och familjen torngräshoppor. Inga underarter finns listade i Catalogue of Life.